# Ilex subrotunda
Ilex subrotunda (лат.) — вымерший вид рода Падуб семейства Падубовые. Произрастал на территории современной Японии в середине миоценовой эпохи палеогенового периода.

## Этимология
Родовое название основано на латинском названии дуба каменного (Quercus ilex). Видовой эпитет относится к современному Ilex rotunda.

## Описание
Листья эллиптические, 4,5—5 см в длину, 1,9—2,5 см в ширину, острые как у основания, так и на верхушке, цельные, длинночерешковые. Черешок достигает 6 мм в длину. 7 пар вторичных жилок выходят из средней жилки под углами 45—40°, камптодромные, третичная венация сетчатая или перкуррентная в межсекторальных пространствах.

## История изучения
Голотип AKMG-3132, представленный отпечатком листа, теперь находящийся в Институте прикладной геологии Акитского университета, был обнаружен в префектуре Акита, входящей в Японию. Также вид известен из формации Утто.
На основе нескольких отпечатков в 1963 году К. Хузиока описал новый вид ископаемых падубов, назвав его Ilex ohashii, при этом по ошибке назначив голотипом два образца, обнаруженных в разных местах.
В 2019 году в своей работе, опубликованной в 2019 году, русский ботаник-систематик Александр Борисович Доуэльд заметил ошибку Хузиоки и сменил название вида на Ilex subrotunda.